# Runnin' (Dying to Live)
Runnin' (Dying to live) è un singolo di Tupac Shakur featuring The Notorious B.I.G. pubblicato nel 2003 da Amaru Entertainment.

## Il disco
Il singolo è prodotto dal rapper Eminem. In realtà la canzone è un remix di Runnin' From Tha Police. Infatti Notorious B.I.G. dice esattamente le stesse cose della canzone precedente, mentre Tupac ha la strofa diversa. La canzone appartiene all'album postumo di Tupac Shakur, intitolato Tupac Resurrection OST,che è la colonna sonora dell'omonimo documentario. Creata nel 2003,ebbe subito un gran successo e si piazzò tra le prime posizioni nelle classifiche. Il ritornello è cantato da Edgar Winter, musicista statunitense, dalla sua canzone "Dying To Live", che ovviamente Eminem ha remixato e l'ha integrata con questa.